# Jennifer Klein (Fußballspielerin)
Jennifer Klein (* 11. Jänner 1999 in Tulln an der Donau) ist eine österreichische Fußballspielerin.

## Karriere

### Vereine
Ihre fußballerische Laufbahn startete 2006 im Nachwuchs des FC Tulln, wo sie bis zu ihrem Wechsel zum SV Neulengbach 2013 mit den Burschen spielte. Ihr erstes Pflichtspiel für die Kampfmannschaft in der ÖFB Frauen-Bundesliga gab sie am 11. Mai 2014 gegen den USC Landhaus, als sie für 17 Minuten eingewechselt wurde. Das erste Pflichtspieltor gelang Klein am 9. September 2015 in der 1. Runde des ÖFB Ladies Cup gegen den MFFV 23 BWH Hörnwald. In der Liga gelang ihr das erste Tor am 11. Juni 2016 im Spiel gegen den SK Sturm Graz.
Zu Beginn der Saison 2017/18 wechselte Klein zum amtierenden Meister SKN St. Pölten. Seit der Saison 2018/19 spielt sie in Deutschland für die TSG 1899 Hoffenheim, zunächst mit der U20-Mannschaft in der Zweiten Bundesliga. Mit der Saison 2019/20 stieg sie in die Bundesligamannschaft auf.

### Nationalmannschaft
Klein durchlief die U-Nationalteams Österreichs. Als Kapitänin des Jahrgangs 1999/2000 führte Klein die U17- und U19-Auswahl Österreichs in zahlreiche Länderspiele.
Erstmals für das A-Team nominiert wurde Klein im Rahmen der Vorbereitungen auf die UEFA Women’s Euro 2017. Als jüngste Spielerin (18 Jahre) schaffte sie es in das endgültige Aufgebot von Teamchef Dominik Thalhammer. Beim Erreichen des 3. Platzes kam sie auf keinen Einsatz für das Nationalteam. Ihr Debüt gab sie am 23. November 2017 beim 2:0-Sieg im WM-Qualifikationsspiel gegen Israel in der BSFZ-Arena in Mödling. Sie wurde in der 64. Minute für ihre SKN-Teamkollegin Nadine Prohaska eingewechselt.

## Erfolge
- Österreichischer Cup-Sieger 2024

## Sonstiges
Jennifer „Jenny“ Klein wuchs mit ihren Eltern, einem älteren Bruder und ihrer Zwillingsschwester in Tulln an der Donau auf.